# Места (Болгарія)
Места — село у Болгарії. Розташоване у Благоєвградській області, підпорядковане громаді Банско. Населення — 206 осіб.

## Політична ситуація
Кмет села — Елена Атанасова Кюлева.